# Drömmen om Herrön
Drömmen om Herrön är en teaterpjäs av och med Killinggänget. Pjäsen sattes upp på Dramaten med premiär 19 september 2009 på Stora scenen och spelades under hösten 2009 (45 föreställningar) till våren 2010 (18 föreställningar). Samtliga föreställningar tycks ha varit utsålda. Sista föreställningen gavs 24 februari 2010. Texten till pjäsen gavs ut i bokform av förlaget Modernista i januari 2024.
Pjäsens undertitel var "En pjäs om konsten att hålla ihop". Medverkande var Reine Brynolfsson, Malin Ek, Robert Gustafsson, Andres Lokko, Martin Luuk, Johan Rheborg, Henrik Schyffert m.fl. Regissör var Tomas Alfredson, scenograf Rufus Didwiszus, kostymör Erika Magnusson, ljussättare Emma Westerberg, och för peruk och mask stod Linda Hyllengren och Nathalie Pujol.
Mottagandet av pjäsen var blandat, från "ett skickligt och underhållande ... jaha?" till "Skört och vitalt Killinggäng på scen".
Några av de medverkande bloggade om föreställningen på Dramatens blogg. Arbetet med pjäsen skildras i tredje delen av Berättelsen om Killinggänget. Där skildras bland annat att manus till pjäsen inte var färdigt förrän mycket nära premiären och att titeln inte fanns med på biljetterna, vilket stämmer med Dramatens annonsering i augusti 2009 där det bara står "Killinggänget på Dramaten".

## Handling
Drömmen om Herrön handlar om en grupp komiker som får i uppgift av en välbärgad kvinna att skapa ett nöjesfält. De får inga ytterligare riktlinjer. De har ingen tidsbegränsning och de får inga ramar att hålla sig innanför.
Det finns redan från början stridigheter inom gruppen, och de förstärks under den kreativa processen.